# Tangled Up
Tangled up is de zevende single van de Nederlandse zangeres Caro Emerald en de eerste single afkomstig van het tweede studioalbum The shocking Miss Emerald welke werd uitgebracht op 3 mei 2013. De single werd uitgebracht op 18 februari 2013. 
Het nummer is geschreven door Vincent Degiorgio, David Schreurs en Guy Chambers en geproduceerd door David Schreurs en Jan van Wieringen. Bandoneonist Carel Kraayenhof heeft een gastrol in de videoclip van de single.

## Hitnoteringen

### Nederlandse Top 40
| Hitnotering: 02-03-2013 t/m 25-05-2013 | Hitnotering: 02-03-2013 t/m 25-05-2013 | Hitnotering: 02-03-2013 t/m 25-05-2013 | Hitnotering: 02-03-2013 t/m 25-05-2013 | Hitnotering: 02-03-2013 t/m 25-05-2013 | Hitnotering: 02-03-2013 t/m 25-05-2013 | Hitnotering: 02-03-2013 t/m 25-05-2013 | Hitnotering: 02-03-2013 t/m 25-05-2013 | Hitnotering: 02-03-2013 t/m 25-05-2013 | Hitnotering: 02-03-2013 t/m 25-05-2013 | Hitnotering: 02-03-2013 t/m 25-05-2013 | Hitnotering: 02-03-2013 t/m 25-05-2013 | Hitnotering: 02-03-2013 t/m 25-05-2013 | Hitnotering: 02-03-2013 t/m 25-05-2013 | Hitnotering: 02-03-2013 t/m 25-05-2013 |
| Week:                                  | 1                                      | 2                                      | 3                                      | 4                                      | 5                                      | 6                                      | 7                                      | 8                                      | 9                                      | 10                                     | 11                                     | 12                                     | 13                                     |                                        |
| -------------------------------------- | -------------------------------------- | -------------------------------------- | -------------------------------------- | -------------------------------------- | -------------------------------------- | -------------------------------------- | -------------------------------------- | -------------------------------------- | -------------------------------------- | -------------------------------------- | -------------------------------------- | -------------------------------------- | -------------------------------------- | -------------------------------------- |
| Positie:                               | 37                                     | 20                                     | 16                                     | 17                                     | 16                                     | 19                                     | 25                                     | 25                                     | 27                                     | 29                                     | 30                                     | 29                                     | 32                                     | uit                                    |

### NederlandseSingle Top 100
| Hitnotering: 23-02-2013 t/m 01-06-2013 | Hitnotering: 23-02-2013 t/m 01-06-2013 | Hitnotering: 23-02-2013 t/m 01-06-2013 | Hitnotering: 23-02-2013 t/m 01-06-2013 | Hitnotering: 23-02-2013 t/m 01-06-2013 | Hitnotering: 23-02-2013 t/m 01-06-2013 | Hitnotering: 23-02-2013 t/m 01-06-2013 | Hitnotering: 23-02-2013 t/m 01-06-2013 | Hitnotering: 23-02-2013 t/m 01-06-2013 | Hitnotering: 23-02-2013 t/m 01-06-2013 | Hitnotering: 23-02-2013 t/m 01-06-2013 | Hitnotering: 23-02-2013 t/m 01-06-2013 | Hitnotering: 23-02-2013 t/m 01-06-2013 | Hitnotering: 23-02-2013 t/m 01-06-2013 | Hitnotering: 23-02-2013 t/m 01-06-2013 | Hitnotering: 23-02-2013 t/m 01-06-2013 | Hitnotering: 23-02-2013 t/m 01-06-2013 |
| Week:                                  | 1                                      | 2                                      | 3                                      | 4                                      | 5                                      | 6                                      | 7                                      | 8                                      | 9                                      | 10                                     | 11                                     | 12                                     | 13                                     | 14                                     | 15                                     |                                        |
| -------------------------------------- | -------------------------------------- | -------------------------------------- | -------------------------------------- | -------------------------------------- | -------------------------------------- | -------------------------------------- | -------------------------------------- | -------------------------------------- | -------------------------------------- | -------------------------------------- | -------------------------------------- | -------------------------------------- | -------------------------------------- | -------------------------------------- | -------------------------------------- | -------------------------------------- |
| Positie:                               | 71                                     | 6                                      | 16                                     | 36                                     | 29                                     | 33                                     | 38                                     | 44                                     | 43                                     | 42                                     | 52                                     | 34                                     | 45                                     | 64                                     | 72                                     | uit                                    |

### NPO Radio 2 Top 2000
Tangled Up stond alleen in 2014 in de NPO Radio 2 Top 2000, op plek 1869.